# Družina Karin
Družina Karin je družina asteroidov , ki se nahaja v glavnem asteroidnem pasu. Ta družina je v resnici samo poddružina družine Koronis. 

## Značilnosti
Starost družine se ocenjuje na 5,8 ± 0,2 milijonov let. ,
kar je v astronomskih merilih izredno malo. To pomeni, da je to zelo mlada družina. Odkrita je bila šele leta 2002.
Zaradi svoje mladosti nudi velike možnosti za razumevanje nastanka in razvoja asteroidnih družin, ker na njene člane še ni dovolj dolgo vplivala sila Jarkovskega.
David Nesvorny s sodelavci na  Southwest Research Institutu (SwRI) predvidevajo, da je prišlo do trka asteroida s premerom 3 km z drugim telesom, ki je imelo premer 25 km. Hitrost pri trku je bila 5 km/s. Nastalo je na stotine ali celo tisoče delcev večjih od 1 km